# Chelsea (Alabama)
Chelsea és una població dels Estats Units a l'estat d'Alabama. Segons el cens del 2008 tenia 4.303 habitants.

## Demografia
Segons el cens del 2000, Chelsea tenia 2.949 habitants, 1.022 habitatges, i 849 famílies. La densitat de població era de 113,4 habitants/km².
Dels 1.022 habitatges en un 44,2% hi vivien nens de menys de 18 anys, en un 74,2% hi vivien parelles casades, en un 6,6% dones solteres, i en un 16,9% no eren unitats familiars. En el 14% dels habitatges hi vivien persones soles el 4,1% de les quals corresponia a persones de 65 anys o més que vivien soles. El nombre mitjà de persones vivint en cada habitatge era de 2,86 i el nombre mitjà de persones que vivien en cada família era de 3,17.
Per edats la població es repartia de la següent manera: un 29,3% tenia menys de 18 anys, un 7,4% entre 18 i 24, un 34% entre 25 i 44, un 22,1% de 45 a 60 i un 7,3% 65 anys o més.
L'edat mediana era de 34 anys. Per cada 100 dones hi havia 98,9 homes. Per cada 100 dones de 18 o més anys hi havia 98 homes.
La renda mediana per habitatge era de 67.083 $ i la renda mediana per família de 72.206 $. Els homes tenien una renda mediana de 46.071 $ mentre que les dones 28.403 $. La renda per capita de la població era de 24.717 $. Aproximadament el 5,5% de les famílies i el 7,2% de la població estaven per davall del llindar de pobresa.

## Poblacions properes
El següent diagrama mostra les poblacions més properes.